# Raul Geisler
Raul Geisler (* 1970) ist ein deutscher Komponist und Musikproduzent, der vor allem für die Werbung arbeitet.

## Karriere
Raul Geisler begann seine Musikkarriere bei Humanimal Bunch, bei der er von 1989 bis 1992 als Keyboarder tätig war. Mit der Band veröffentlichte er ein Album (Cannibal Lunch). 1992 gründete er dann sein erstes eigenes Tonstudio als Komponist und Musikproduzent für Werbemusik. Drei Jahre später folgte ein Technolabel - Acid Test Recordings. John Grand, so einer seiner Synonyme, gründete 1999 sein zweites Tonstudio, RGM Studios in Frankfurt am Main.
2002 bekam Raul Geisler die Goldene Schallplatte für Kompositionen (für Melanie Thornton).
Unter anderem arbeitete er mit folgenden Künstlern: Daniel Wirtz, Schönherz & Fleer, Max Mutzke, Saga, Melanie Thornton, Benjamin Boyce, Nadja Benaissa, Rinderwahnsinn, Kai Tracid u. v. m.
Seit 2014 betreibt er die Playroom Studios in Frankfurt am Main. 

### Pseudonyme
- Raúl De Chile
- DeChile
- John Grand
- Quentin Carlsson